# Lady Jane
Pour les articles homonymes, voir Lady Jane (homonymie).
Singles de The Rolling Stones
Paint It, Black
(1966) Have You Seen Your Mother, Baby, Standing in the Shadow?
(1966)
Pistes de Aftermath
Stupid Girl
(2) Under My Thumb
(4)
Lady Jane est une chanson du groupe rock britannique The Rolling Stones. Elle est issue de l'album Aftermath sorti le 15 avril 1966.
La particularité de ce morceau est l'utilisation d'un dulcimer par Brian Jones. Après le décès de celui-ci (le 3 juillet 1969), la chanson ne sera plus interprétée en concert avant 2012.
Sur la version studio (dont la durée indiquée sur les étiquettes oscille entre 3 min 06 s et 3 min 08 s), il n'y a pas de batterie mais Charlie Watts officiera en concert.

## Analyse artistique

### Analyse des paroles
Les paroles de Lady Jane ont donné lieu a des spéculations. Pour les uns, il s'agirait de Jeanne Seymour, la troisième femme du roi d'Angleterre Henry VIII qui mourut une dizaine de jours après avoir accouché du futur Edouard VI d'Angleterre. Pour d'autres, la chanson était inspirée par Jane Ormsby-Gore, fille de David Ormsby-Gore, 5e Baron Harlech alors ancien ambassadeur britannique à Washington et belle sœur d'Amanda Harlech. Elle épousa plus tard Michael Rainey, fondateur de la boutique Hung on You à Chelsea qui était fréquenté par les Stones. Selon les rumeurs, le chanteur des Rolling Stones l'aurait fréquentée et aurait écrit cette chanson après leur rupture.
En réalité, Lady Jane est écrite par Mick Jagger au début de 1966 après avoir lu le livre, alors controversé, Lady Chatterley's Lover, qui utilise le terme "Lady Jane" pour désigner les organes génitaux féminins. Dans les paroles, il affectionne le double sens libertin. D'après le chanteur dans une interview : 
« Lady Jane est l'exemple parfait de la chanson baroque. Je ne sais pas ce que ça raconte moi-même. Tous les noms [dans la chanson] sont historiques, mais c'est de façon totalement inconsciente si ces noms correspondent à la même période ».
Pour Keith Richards : 
« Lady Jane est très élisabéthaine. Il y a quelques endroits en Angleterre où les gens parlent encore de cette façon, dans l'anglais de Chaucer »,.

### L'apport du dulcimer de Brian Jones
Si Lady Jane révèle une autre facette de l'écriture de Mick Jagger, c'est la partie du dulcimer joué par Brian Jones qui donne  la couleur sonore à la composition de Lady Jane. N'étant plus le leader du groupe, Jones expérimente de nouvelles textures musicales pour les Rolling Stones et délaisse sa guitare au profit d'instruments ethniques, dont le sitar, le marimba, le dulcimer... Dans la presse, Jones a parlé d'utiliser le dulcimer des Appalaches dans des compositions, bien qu'il semblait incertain de l'instrument, disant "C'est un vieil instrument anglais utilisé au début du siècle". Il connait le dulcimer  la première fois en mars 1966 en écoutant des enregistrements de Richard Fariña. C'est dans Aftermath, que Jones joue avec le dulcimer sur deux morceaux, I Am Waiting et surtout Lady Jane. Cela a ensuite contribué au statut de Jones en tant que pionnier de la musique du monde et a effectivement fait passer le groupe du blues rock à un groupe pop polyvalent,.
Lors des séances, il a acheté un dulcimer dont il joue dans le style traditionnel, placé sur les genoux en frottant et pinçant les cordes avec une plume d'oie, en s'inspirant du jeu de Richard Fariña, en contrepoint du chant de Mick. Par la suite, la marque d'instruments Vox lui construit sur-mesure un dulcimer sur lequel il peut jouer comme une guitare avec un médiator lors des concerts ou dans des passages d'émissions comme au Ed Sullivan Show le 11 septembre 1966 .

« Brian s'intéressait au dulcimer à cette époque, parce qu'il appréciait Richard Fariña. [...] C'est en rapport avec ce que tu écoutes. Du genre, je ne vais écouter que des vieux bluesmen pendant des mois et rien d'autre, et puis finalement décider d'écouter ce qu'il se fait, de tout rassembler et de l'écouter. On passait aussi beaucoup de musique appalachienne à cette époque. »

— Keith Richards

### Structure musicale
Lady Jane est enregistrée durant les sessions du 6 au 9 mars 1966 aux studios RCA à Los Angeles avec l'ingénieur du son Dave Hassinger guidant le groupe tout au long du processus (bien qu'Andrew Loog Oldham soit crédité en tant que producteur).
La chanson est réalisée à une étape importante de la carrière d'enregistrement des Rolling Stones où Jagger et Richards deviennent les principaux auteurs-compositeurs du groupe. Sur le précédent album du groupe, Out of Our Heads, le duo n'a écrit que trois chansons, alors qu'ils signent pour la première fois la totalité de l'album Aftermath. C'est également à cette période que Brian Jones, malgré la perte de son statut de leader du groupe, intègre différents instruments dans les chansons du groupe. Joe S. Harrington a noté que le son de clavecin des Beatles sur la chanson In My Life, en 1965, a ouvert la voie à Jones pour inclure des instrumentaux de rock baroque.
On peut considérer Lady Jane comme une chanson majeure de l'album Aftermath, offrant une image inattendue du groupe éloignée du rock'n roll. Au moment de l'écrire, le groupe n'a pas conscience de la maturité acquise dans la réalisation. Outre la partie de dulcimer de Brian, Keith excelle à la guitare acoustique, et le clavecin de l'arrangeur Jack Nitzsche renforce sa couleur. Le bassiste Bill Wyman, discret, intervient sur les trois derniers vers de chaque couplet, alors que Charlie Watts délaisse sa batterie pour un xylophone discret (on le remarque cependant lors du passage au Ed Sullivan Show).

## Parution et réception
Elle ne figurera pas sur single au Royaume-Uni mais sortira le 2 juillet 1966 aux États-Unis en face B du single Mother's Little Helper. Ceci ne l'empêchera pas d'atteindre le n° 24 au hit-parade local (Billboard's Hot 100 singles chart) faisant du disque l'un des rares dont les deux chansons seront classées aux États-Unis (Mother's Little Helper culminant au n° 8).
En France, où les 45 tours comportaient encore quatre titres (les simples à deux titres ne se généraliseront que l'année suivante), on la trouvera sur le super 45 tours Decca n° 457 122 mis en vente en septembre 1966, en seconde position sur la face A, derrière Mother Little Helper (qui sera n° 24 en France). L'autre face comportant le tube Paint it black (n° 8 en France mais n° 1 dans de nombreux pays), Lady Jane ne sera pas prise en compte par les classements français.

## Fiche de production

### Les musiciens
- Mick Jagger : chant
- Keith Richards : guitare acoustique
- Brian Jones : dulcimer
- Bill Wyman : basse
- Charlie Watts : xylophone
- Jack Nitzsche : clavecin

### Equipe de production
- Andrew Loog Oldham : producteur
- Dave Hassinger : ingénieur du son